# ياروسلاف هاجيك
ياروسلاف هاجيك (بالتشيكية: Jaroslav Hájek)‏ هو رياضياتي تشيكي، ولد في 4 فبراير 1926 في Poděbrady ‏ في التشيك، وتوفي في 10 يونيو 1974 في براغ في التشيك.